# 科拉翁村宝藏
科拉翁村宝藏（英語：Kaper Koraon Treasure，“Kaper”意为“村庄”，“Koraon”是库林的古名）是一处拜占庭银具宝藏，由发现自叙利亚的56件六、七世纪的独立银质器件组成。

## 历史
该宝藏于1908至1910年间被重新发现。最初认为它属于罗马位于地中海的繁华城市安条克的教堂。但是现在认为这些物件来源自地处今叙利亚库林的圣塞尔吉乌斯教堂，都属于某一大组银器，也可能是来自于当地的某个小教堂。这组宝藏的最后一批于七世纪被埋葬在该地点，随后拜占庭帝国于叙利亚的这一区域失陷于波斯大军。在此之后阿拉伯人的军队又征服了这里，拜占庭永远的失去了对此地的控制。
据信波斯人以及穆斯林接管此地的行动相对平和，因为该区域周围处于这一时期的历史遗迹都只受到了很小的损害，甚至毫发无损。虽然随着权力的更迭，宗教开始发生变化，基督教文物越来越多地存放在公众看不到的地方，但该地区确实继续受益于相对的富有和繁荣，创造了许多世俗作品。银质宝藏的真正停产被认为是在公元542年至544年间，一场瘟疫席卷了整个地区。这对该区域的经济地位产生了持久的影响。
有证据表明，在波斯控制和六世纪瘟疫之前，这种通过银器来积累本地财富的行为在整个地区很普遍。在斯图马、里哈、哈马以及安条克等地也发现了类似的宝藏。
科拉翁村宝藏发现的这些器件并非供奉用品，而更可能是专为乡村教堂制造的相对廉价的仿制品。从最近对这些器件的调查中可以清楚地发现，大量的铜和其他金属与银一起熔化，从而增加延展性并降低生产成本。据估测这些器件至少来自五个当地家庭跨度三十年的集体捐赠。许多器件上打的时间戳据信是在生产出来之后加上的，其中一些还标记了每一器件的特定捐赠者。

## 知名器件
科拉翁村宝藏总计由56件银器组成：八个圣餐杯、七个圣餐盘、五个十字架、一个十字银封（revetment）、两个灯座、三个灯、三个水罐（ewer）、一个长颈瓶、一个碗、一面镜子、一个盒子、十一个汤匙、一个大勺子，两个筛子、两把扇子以及四个牌子。另外有三个器件只是来自其他物品，例如牌匾的残片。许多物品本质上都是宗教的，包括十字架和耶稣门徒的图像。有些被认为是世俗的，但与教堂的藏品一起存放，要么是代替所有者保管，要么是属于教区储存的财富。
大多数银器都显示出了锤击的证据，无论是明显可见的还是通过机器仔细调查的。由于当地工人技能水平有限以及过度延展金属，许多器件上原本就带有应力断裂或碎屑。任何可见的修复，比如将把手重新焊接到水罐上，都可能是初始的，发生于宝藏被埋葬之前。许多圣餐杯都是用先锤打、再焊接在一起，最后把杯子和杯柄之间的接缝磨平。一些杯子由于其加工方法，在这些接缝和顶部边缘周围显示出了磨损的迹象。
在被发现后，这些器件散落到了世界各地的公共以及私人收藏库，包括沃尔特斯艺术博物馆。